# Korinthische Bond
De Korinthische Bond of Korinthische Liga was een federatie van Griekse staten tot stand gebracht door Philippus II van Macedonië tijdens de winter van 338 v.Chr.–337 v.Chr., met als doel om beter gebruik te kunnen maken van Griekse troepen in de oorlog tegen Perzië.
De belangrijkste bepalingen waren:
- De wetten van de lidstaten, zoals van kracht ten tijde van de aansluiting, werd gegarandeerd;
- Het synedrion (congres van vertegenwoordigers) zou bijeenkomen in Korinthe;
- De Bond zou in actie komen om elke agressie of poging tot onderwerping van een lidstaat te voorkomen
- De Bond zou een staand leger onderhouden, gerekruteerd uit de lidstaten en ongeveer proportioneel gerekruteerd naar grootte;
- Philippus II werd uitgeroepen tot strategos van het leger van de Bond.

Naast deze bepalingen had Philippus II soldaten gelegerd in Korinthe, Thebe, Pydna en Ambracië. Hij was machtig genoeg om deze maatregelen op te leggen, omdat hij in de slag bij Chaeronea de Thebaanse-Attische alliantie had verslagen